# 庫爾尼
49°37′25″N 24°48′27″E / 49.62361°N 24.80750°E
庫爾尼（烏克蘭語：Курний），是烏克蘭西部的村莊，隸屬利維夫州的利維夫區。該村面積1.32平方公里，海拔高度307米，2001年人口66，人口密度每平方公里50人。